# Schlacht am Five Forks
Lewis’ Farm – White Oak Road – Dinwiddie Court House – Five Forks – Petersburg III – Sutherland Station – Namozine Church – Amelia Springs –Saylor’s Creek – Rice’s Station – Cumberland Church – High Bridge – Appomattox Station – Appomattox Court House
Die Schlacht am Five Forks war eine Schlacht des Amerikanischen Bürgerkrieges. Sie fand am 1. April 1865 im Dinwiddie County, Virginia statt und war die entscheidende Schlacht des Appomattox-Feldzugs.

## Ausgangslage
Sofort nach der Abwehr des Angriffs auf Fort Stedman hatte der Oberbefehlshaber des US-Heeres, Generalleutnant Grant, Generalmajor Meade befohlen, die von den bei Fort Stedman eingesetzten Truppen entblößten Stellungen der Konföderierten im Westen von Petersburg am Hatchers Run anzugreifen. Dadurch sollte die letzte Versorgungslinie der Nord-Virginia-Armee abgeschnitten werden und General Lee nicht nur eingekesselt werden, sondern auch der Möglichkeit des Operierens im freien Gelände beraubt werden.
Tatsächlich hatte General Lee Teile des III. Korps Generalleutnants A.P. Hills aus den Stellungen südlich der Southside-Eisenbahnlinie für den Angriff auf Fort Stedman abgezogen. Nach den ersten Erfolgen der Potomac-Armee auf seinem rechten Flügel in den letzten Märztagen hatte er die Division Generalmajor Picketts aus der Verteidigung von Richmond herausgelöst und gemeinsam mit drei Kavalleriedivisionen zur Verstärkung der rechten Flanke in der Nähe des fünfstrahligen Straßenkreuzes eingesetzt. Ihr Auftrag lautete, das Straßenkreuz unter allen Umständen zu halten. Das Straßenkreuz lag nur drei Meilen von der Southside-Eisenbahnlinie entfernt, entlang der die Nord-Virginia-Armee ausweichen musste.
Das Ausweichen der Nord-Virginia-Armee entlang der Eisenbahnlinie sollte die Kampfkraft der Armee erhalten. Deshalb kam es General Lee darauf an, sich während des Ausweichens das Handeln nicht von der Potomac-Armee aufzwingen zu lassen. Am 30. März befahl er Generalmajor Pickett gewaltsam in Richtung Dinwiddie C.H. aufzuklären.
Philip Sheridan überzeugte Generalleutnant Grant in der Nacht zum 31. März, dass ein Angriff auf die Straßenkreuzung Five Forks lohnend sei – selbst wenn er von der Potomac-Armee abgeschnitten würde, sei auch Picketts Division von der Nord-Virginia-Armee getrennt. Grant unterstellte ihm dazu das V. Korps unter Generalmajor Warren und das II. unter Generalmajor Humphreys. Am Morgen befahl Sheridan Brigadegeneral Devin, mit dessen Kavalleriedivision gewaltsam in Richtung Five Forks aufzuklären. Diesen Aufklärungsversuch vereitelte Pickett und griff nach Südosten an. Die Kavalleriedivision Devins musste bis Dinwiddie C.H. ausweichen und Sheridan gelang es durch den abgesessenen Einsatz der beiden anderen Divisionen, Pickett an der Boydton Plank Road am Abend aufzufangen.
Östlich davon gelang am Abend einer verstärkten Division aus Generalleutnant Andersons Restkorps unter persönlicher Führung Lees ein Angriff gegen das marschierende V. Korps. Dieser Angriff konnte erst durch die weiter östlich marschierenden Divisionen des II. Korps abgewehrt werden. Es war der letzte erfolgreiche Angriff eines Großverbandes der Nord-Virginia-Armee.

## Witterung
Ab dem 30. März regnete es im südöstlichen Virginia ununterbrochen. Die Straßen waren unbefahrbar. Das Land versank in Schlamm und Wasser, alle fließenden Gewässer waren nur auf Brücken zu überqueren. Die marschierenden Soldaten witzelten: „Wann kommen die Kanonenboote?“

## Angriff am 1. April
Union
Generalmajor Sheridan beabsichtigte, die Stellungen Picketts mit dem Kavalleriekorps frontal und mit dem V. Korps gleichzeitig dessen linke Flanke und Rücken am frühen Morgen anzugreifen. Das V. Korps Warrens sollte bis Mitternacht bei Dinwiddie C.H. eintreffen. Die Ankunft der vordersten Division verzögerte sich wegen der widrigen Witterungsbedingungen und der Notwendigkeit des Wiederaufbaus einer Brücke über den Gravelly Run bis in den Morgen. Erst gegen Mittag war das V. Korps bei Dinwiddie C.H. versammelt und hatte bis 16 Uhr die Ausgangsstellungen an der White Oak Road erreicht. Trotz der fortgeschrittenen Zeit bestand Sheridan auf der Durchführung des Angriffs: „Die Schlacht muss noch heute geschlagen und bevor die Sonne untergeht gewonnen werden.“
Warren trat mit zwei Divisionen nebeneinander an der Flanke der Konföderierten an. Sheridans Kavallerie hatte jedoch die Stellungen zu weit östlich aufgeklärt, so dass die beiden Divisionen sich zunächst gegenseitig bekämpften und danach in falsche Richtungen vorgingen. Warren persönlich brachte die Divisionen auf den richtigen Weg und führte den Angriff der Divisionen aus einer zentralen Position nördlich der beiden angreifenden Divisionen. Gleichzeitig eröffneten die abgesessenen Kavalleristen der Divisionen Custers und Devins mit ihren Karabinern das Feuer auf die Stellungen der Konföderierten und verhinderten jede Bewegung zur Verlagerung des Schwerpunktes. Die Konföderierten wurden von den angreifenden Divisionen aus den Stellungen nach Westen gedrängt. Als in ihrem Rücken die dritte Infanteriedivision entlang der Fords Road nach Süden angriff, wichen die Konföderierten zunächst ständig kämpfend nach Westen aus und flohen anschließend nach Nordwesten. Custers Division verfolgte die fliehenden Südstaatler, wurde jedoch von Fitzhugh Lees Kavalleriedivision abgewehrt.
Konföderierte
General Lee war vom Verhalten Picketts enttäuscht, weil dieser seinen Erfolg nicht ausgenutzt, sich am Five Forks eingegraben und damit die errungene Initiative leichtfertig aufgegeben hatte. Er befahl ihm, das Straßenkreuz unter allen Umständen zu halten. Pickett setzte fünf Infanteriebrigaden beiderseits der Einmündung der Fords Road in Feldbefestigungen entlang der White Oak Road ein. Die Kavalleriedivisionen sicherten die Flanken und den rückwärtigen Raum. Pickett war überzeugt jeden Angriff von Unionskavallerie, besonders nach seinem Erfolg des Vortages, abwehren zu können. Eine weitere Annäherung von Infanterie, vor der er gestern nach Five Forks ausgewichen war, war ihm nicht gemeldet worden. Nachdem auch am Mittag keine feindlichen Bewegungen erkannt worden waren, war sich Pickett sicher, dass heute kein Angriff mehr erfolgen würde.
Zusammen mit Generalmajor Fitzhugh Lee folgte er gegen 13 Uhr einer Einladung Generalmajor Rossers zum Essen. Pickett teilte dieses Vorhaben niemanden mit, so dass, als der Angriff begann, niemand im Stab wusste, wo er sich aufhielt und die Division bis zu seiner Rückkehr führerlos blieb. Er kehrte erst zu seiner Division zurück, als nahezu die Hälfte seiner Soldaten gefallen oder gefangen war. Es konnte nicht verhindern, dass das geordnete Ausweichen in eine Flucht überging. Die Reste der Division flohen über den Hatchers Run nach Nordwesten. Die vollständige Vernichtung verhinderten Fitzhugh Lees Kavalleriedivision und der Einbruch der Nacht.

## Nachspiel
Nach dem verspäteten Eintreffen des V. Korps bei Dinwiddie C.H. hatte sich Sheridan eine eventuelle Ablösung Generalmajor Warrens von Generalleutnant Grant genehmigen lassen, weil er die Verspätung als mangelndes Führungsverhalten ansah. Als Sheridan, der sich tatsächlich immer in vorderster Front befand, die Soldaten persönlich antrieb und von dort auch führte, Warren nicht bei den beiden im Schwerpunkt eingesetzten Divisionen antraf, enthob er ihn kurzerhand seines Kommandos.
Generalmajor Picketts Brigaden und die Kavalleriedivisionen sammelten sich an der Southside-Eisenbahnlinie. Pickett verblieben ungefähr 2.000 Mann Infanterie, sämtliche schweren Waffen waren verloren gegangen. Als General Lee vom Ausgang der Schlacht erfuhr, befahl er Pickett und Fitzhugh Lee, sowie Generalleutnant Anderson Stellung an der Southside-Eisenbahnlinie bei Sutherland Station zu beziehen. Dem Kriegsminister kündigte er die Aufgabe der Stellungen von nördlich Richmond bis westlich Petersburg in der Nacht zum 3. April an und empfahl der Regierung, Richmond schleunigst zu verlassen.
Generalleutnant Grant befahl für den nächsten Tag einen Angriff auf der gesamten Länge der Stellungen vor Petersburg.
Die Schlacht war die entscheidende Schlacht des Appomatoxfeldzuges. Grant gelang es, einen Keil in die Verteidigung der Nord-Virginia-Armee zu schlagen und geordnete Operationen sowie die dazu notwendige Versorgung zu verhindern. Lee gelang es nicht mehr, die Armee zu konzentrieren, und er musste die Operationen nach der Versorgungslage ausrichten. Bis zur Kapitulation der wichtigsten Armee der Konföderierten in Appomattox C.H. vergingen unter heftigen, verlustreichen Kämpfen noch acht Tage.